# Henry Allison
Henry Edward Allison (Nova Iorque, 25 de abril de 1937) é um filósofo e professor estadunidense conhecido pela sua interpretação da filosofia de Kant. Graduou-se pela Universidade Yale em 1959, obteve seu mestrado em 1961 pela Universidade Columbia e seu doutorado em 1964, já na The New School. É professor emérito da Universidade de Boston.